# Annemarie Jorritsma
Annemarie Jorritsma-Lebbink (Hengelo (Gelderland), 1 juni 1950) is een Nederlands voormalig politica. Ze was van 2015 tot en met 2023 voorzitter van de fractie van de Volkspartij voor Vrijheid en Democratie (VVD) in de Eerste Kamer. Eerder was ze minister van Verkeer en Waterstaat, minister van Economische Zaken, vicepremier en burgemeester van Almere.

## Levensloop

### Opleiding
Jorritsma werd geboren als dochter van een molenaar. Na haar eindexamen middelbare meisjesschool in 1967 aan het Baudartius College te Zutphen volgden de School voor Toeristische Vorming in Breda, 
de lerarenopleiding voor Frans (die zij niet afmaakte) en verschillende politiek georiënteerde cursussen.

### Gemeenteraadslid, Tweede Kamerlid en minister
In Bolsward werd ze in de gemeenteraad gekozen waar ze van 5 september 1978 tot 1988 lid van was voor de VVD. In 1982 werd ze voor de partij gekozen als lid van de Tweede Kamer, de liberalen onder leiding van Ed Nijpels boekten dat jaar een grote zetelwinst en brachten een lichting jonge, ambitieuze politici in de Kamer. In 1994 werd ze minister van Verkeer en Waterstaat in het eerste kabinet-Kok (veelal Paars I genoemd), en vanaf 1998 was Jorritsma minister van Economische Zaken en vicepremier in het kabinet-Kok II.

### Enquête bouwfraude
In 2002 raakte ze in opspraak door relaties met het bouwbedrijf Koop Tjuchem die in strijd zouden kunnen zijn met haar integriteit als minister. Later bleek dat de naam "Jorritsma" voorkwam in een zogeheten schaduwboekhouding van bouwbedrijf VolkerWessels. In 2003 ergerde ze de parlementaire enquêtecommissie door haar terughoudendheid bij het beantwoorden van vragen. Het bedrijf Jorritsma Bouw van haar man en dochter, was een van de 1300 bedrijven die daarna door de Autoriteit Financiële Markten werd beboet voor fraude, mede 'op basis van de schaduwboekhouding van [Floor] Dorst'. Deze schaduwboekhouding was volgens onderzoek van het betreffende bouwbedrijf nagemaakt. Het Openbaar Ministerie concludeerde dat Jorritsma niets fout heeft gedaan.

### Burgemeester
In januari 2003 ging ze als waarnemend burgemeester naar Delfzijl waar een bestuurscrisis was ontstaan na onder meer een vernietigend rapport over slechte handhaving van milieuvergunningen bij de chemische fabriek Kollo. Op 18 augustus 2003 werd ze burgemeester van Almere.

### Commissaris bij Interpay
Per 1 januari 2004 werd ze commissaris bij Interpay en vanaf 1 juli dat jaar voorzitter van de raad van commissarissen. Ze was de eerste president-commissaris bij Interpay die niet in de bankenwereld gewerkt had. Begin mei 2006 nam ze na onenigheid met de aandeelhouders over de te varen koers ontslag als president-commissaris van het in januari 2006 opgerichte Currence, een zelfstandige afsplitsing van Interpay.

### VNG
Van 2008 tot 2015 was zij voorzitter van de Vereniging van Nederlandse Gemeenten.

### Ontbrekende vergunning warmtepomp
In december 2006 bleek Jorritsma geen ontheffingsvergunning te hebben aangevraagd voor het middels een warmtepomp oppompen van grondwater voor de koelings-/verwarmingsinstallatie van de drie woningen die zij en haar kinderen in Almere privé bewoonden. Het oppompen zou water onttrekken aan een waterlaag van drinkwaterkwaliteit en daarvoor werd een beschermende kleilaag doorboord. Agrariërs in de buurt die voor soortgelijke activiteiten wel een vergunning hadden aangevraagd, hadden deze niet gekregen. Zij had de gemeenteraad en het college van B en W niet ingelicht.
De gemeenteraad liet een onafhankelijk onderzoek uitvoeren, vooral naar de vraag waarom geen vergunning was aangevraagd. Het op 7 februari 2007 verschenen rapport doet geen uitspraken over de vraag of Jorritsma verkeerd heeft gehandeld. Als aanbeveling wordt gegeven zo snel mogelijk openheid van zaken te geven, ze had volgens de gemeentelijke integriteitscode meteen na de aantijging van het illegaal oppompen, college en fractievoorzitters daarvan op de hoogte te stellen. Er was kritiek over de manier waarop ze als burgemeester betrokken was bij handhaving van regelgeving die haar persoonlijk trof. Een door de oppositiepartijen ingediende motie van wantrouwen haalde het niet. Jorritsma droeg haar portefeuille Handhaving tijdelijk over aan een wethouder, om verdere belangenverstrengeling te voorkomen.
Los van het raadsonderzoek zette de provincie in januari 2007 een handhavingstraject in: de procedure die gebruikelijk is na constatering van het ontbreken van vergunningen. Op 27 februari werd bekend dat Jorritsma definitief geen ontheffing kreeg voor het oppompen, waar ze zich bij neerlegde.

### Televisie
Najaar van 2009 en voorjaar van 2010 presenteerde ze het wekelijkse tv-zakenprogramma Jorritsma Blikt Vooruit voor RTL7. Daarnaast deed ze als burgemeester van Almere samen met Dieuwertje Blok en Jeroen Kramer het tv-verslag van de landelijke Sinterklaasintocht van 2008, die in Almere plaatsvond.

### Opnieuw burgemeester
Jorritsma werd per 18 augustus 2009 opnieuw voor een periode van zes jaar benoemd als burgemeester van Almere. Zij solliciteerde in 2010 naar het burgemeesterschap van Amsterdam. Door de vertrouwenscommissie werd zij voorgedragen als eerste keuze, maar de gemeenteraad koos uiteindelijk voor de PvdA'er Eberhard van der Laan als opvolger van Job Cohen. Vanuit Almere kreeg Jorritsma kritiek van oppositiepartijen dat zij door de sollicitatie liet zien niet genoeg betrokken te zijn bij Almere. Bij haar afscheid in 2015 werd ze echter door vrijwel alle lokale partijen geroemd vanwege haar netwerk in Den Haag waardoor Jorritsma veel voor de stad heeft kunnen betekenen.

### Lid Eerste Kamer
Op 9 juni 2015 werd Jorritsma gekozen als lid van de Eerste Kamer en gaf aan na twee ambtstermijnen (twee keer zes jaar) het burgemeesterschap van Almere te beëindigen. 24 november dat jaar volgde ze Loek Hermans op als VVD-fractievoorzitter in de Eerste Kamer. Het burgemeesterschap van Almere eindigde 15 augustus 2015. Van 16 augustus tot en met 8 september 2015 was zij waarnemend burgemeester van Almere, totdat Franc Weerwind het burgemeesterschap overnam.

### Floriade 2022
Op 4 september 2018 werd Jorritsma door de minister van Landbouw, Natuur en Voedselkwaliteit benoemd tot algemene tentoonstellingscommissaris en algemene afdelingscommissaris voor de in de gemeente Almere te houden internationale tentoonstelling Floriade 2022. Als algemene tentoonstellingscommissaris kreeg ze de taak om Nederland te vertegenwoordigen met betrekking tot de organisatie van de Floriade. Als algemene afdelingscommissaris werd ze verantwoordelijk voor de organisatie van de Nederlandse inzending. Hiervoor zou ze van 1 januari 2022 tot en met 31 oktober 2022 recht hebben op een bezoldiging in schaal 18 (CAO Rijksoverheid). In september 2021 werd de vergoedingsregeling ingetrokken, nadat Jorritsma daarvan afzag.

### Verkenner kabinetsformatie 2021-2022
Op 18 maart 2021 werd ze samen met Kajsa Ollongren aangesteld als verkenner van de kabinetsformatie in 2021 en 2022. Nadat op 25 maart een klein deel van de aantekeningen van Ollongren per ongeluk te lezen waren op een persfoto, gaven Jorritsma en Ollongren hun opdracht terug omdat ze naar eigen zeggen hun werk niet meer onbevangen en onbevooroordeeld konden doen. De woorden "Positie Omtzigt, Functie Elders" riepen vragen op, maar het is niet duidelijk geworden wat er precies mee werd bedoeld. De verkenners zagen toenmalig CDA-Kamerlid Pieter Omtzigt kennelijk vanaf het begin van de formatie als een risico voor de stabiliteit van een toekomstig kabinet. Tijdens een vertrouwelijk en informeel gesprek met toenmalig Kamervoorzitter Khadija Arib sorteerden zij voor op kabinetsdeelname van het CDA maar zonder deelname van Omtzigt. Aanvankelijk ontkenden minister-president Rutte en de verkenners de positie van Omtzigt te hebben besproken. Het was niet opgenomen in het eindverslag van de verkenning en niet meegedeeld in het er op volgende Kamerdebat.

## Onderscheidingen
- Op 7 oktober 1997 kreeg ze de Jacoba van Beierenprijs, vanwege de slagvaardige aanpak van de verbetering van de rivierdijken.
- Op 3 juni 2015, bij haar afscheid als voorzitter van de Vereniging van Nederlandse Gemeenten (VNG) is Jorritsma bevorderd tot Commandeur in de Orde van Oranje-Nassau, vanwege haar bijzondere diensten voor de stad Almere en het lokale veiligheidsbeleid.[22][23]

## Trivia
- Arriva rijdt in de Achterhoek met treinstel 10366, dat de naam 'Annemarie Jorritsma' draagt.

## Privé
Jorritsma woont in Almere en is getrouwd met Gerlof Jorritsma. Het echtpaar heeft twee dochters. Jorritsma is belijdend lid van de Doopsgezinde Kerk.
- International Standard Name Identifier: 0000 0003 9004 7664
- Nederlandse Thesaurus van Auteursnamen: 314110259
- Parlement.com: vg09llndy2j9
- Virtual International Authority File: 283536646
- WorldCat: E39PBJr3tRmkV3G3Y338gjJFKd